# Эвтагогика
Термин хьютагогика (эвтагогика) (англ. heutagogy) был введен в научный оборот Стюартом Хассе (Stewart Hase) и Крисом Кеньоном (Chris Kenyon) в 2000 году в работе «From Andragogy to Heutagogy»
. 
Хьютагогика позиционируется авторами как новый подход к организации обучения взрослых, как учение о самообразовании, то есть учение о том, как самостоятельно учиться в XXI веке. 
Основной принцип подхода гласит, что ученик стоит в центре своего собственного обучения, и, следовательно, что обучение не следует рассматривать как педагого-ориентированное или предмето-ориентированное, но ученик-ориентированное. Другими словами, в обучении главную роль играет не предмет обучения или педагог обучающий чему-либо, а сам ученик, изучающий что-либо. 

Первая часть термина «эвтагогика» сконструирована из нескольких семантически связанных греческих слов: ευρετικός (эвретикос) в значении «обнаруживать, выяснять, узнавать», εφευρετικός (эфевретикос) в значении «изобретательный», εύρημα (эврема) в значении «найти». Вторая часть термина восходит к греческому аγω (аго) — «веду» по аналогии с такими терминами, как педагогика и андрагогика. Таким образом, в семантике слова заложен смысл «вести к изобретениям, открытиям, находкам, выводам».
С тех пор как термин впервые появился в теории в 2000 году, он нашел практическое применение, особенно в среде электронного обучения. В российской научной литературе термин и его применение описаны в статье Елены Владимировны Игнатович «Хьютагогика как зарубежная концепция самостоятельного обучения» в 2013 году. В русском языке сосуществует два варианта перевода термина — ХЬЮТАГОГИКА и ЭВТАГОГИКА, первый вариант имеет большее распространение в педагогической среде. 

## Примеры

### Учебные кружки
Учебные кружки по интересам существовали достаточно давно, в России с конца XIX существовали кружки, секции, мастерские, призванные решать личностно-ориентированные вопросы учеников. По началу это существовало отдельно от школы, а затем во времена существования Советского Союза получило большое распространение в рамках дополнительного образования детей как в школах, так и в специализированных центрах (Дворцах пионеров, станциях юных техников и т.п.)

### Компьютерные клубы
Одним из известных компьютерных клубов был Homebrew Computer Club, который существовал в 1975—1986 годах в Кремниевой долине и был местом для обучения и обмена компьютерными устройствами. Его создатели организовали сообщество и пространство, где люди собирались и обменивались опытом, обучали друг друга и делали компьютерные технологии доступными большему количеству людей.

### Хакатоны
Термин хакатон появился в 1999 году и по сути является форумом разработчиков, во время которого специалисты из разных областей разработки программного обеспечения (программисты, дизайнеры, менеджеры) сообща работают над решением какой-либо проблемы или созданием продукта. Обычно это происходит в короткий отрезок времени (от суток до недели) и сопровождается довольно интенсивным рабочим процессом с небольшими перерывами на еду и сон. Побочным эффектом такой работы является достаточно быстрое обучение новым технологиям.